# Suzuki Cappuccino
Suzuki Cappuccino – dwumiejscowy samochód osobowy typu kei-car produkowany przez japońską firmę Suzuki w latach 1991–1997. Dostępny jako 2-drzwiowy roadster. Do napędu użyto turbodoładowanego benzynowego silnika R3 umieszczonego z przodu o pojemności 0,65 litra. Moc przenoszona była na oś tylną poprzez 5-biegową manualną bądź 3-biegową automatyczną skrzynię biegów.

## Dane techniczne

### Silnik
- R3 0,7 l (657 cm³), 4 zawory na cylinder, DOHC, turbo
- Układ zasilania: wtrysk
- Średnica cylindra × skok tłoka: 65,00 mm × 66,00 mm
- Stopień sprężania: 8,3:1
- Moc maksymalna: 64 KM (47 kW) przy 6500 obr./min
- Maksymalny moment obrotowy: 85 N•m przy 4000 obr./min

### Osiągi
- Przyspieszenie 0-100 km/h: 11,3 s
- Czas przejazdu pierwszych 400 m: 18,5 s

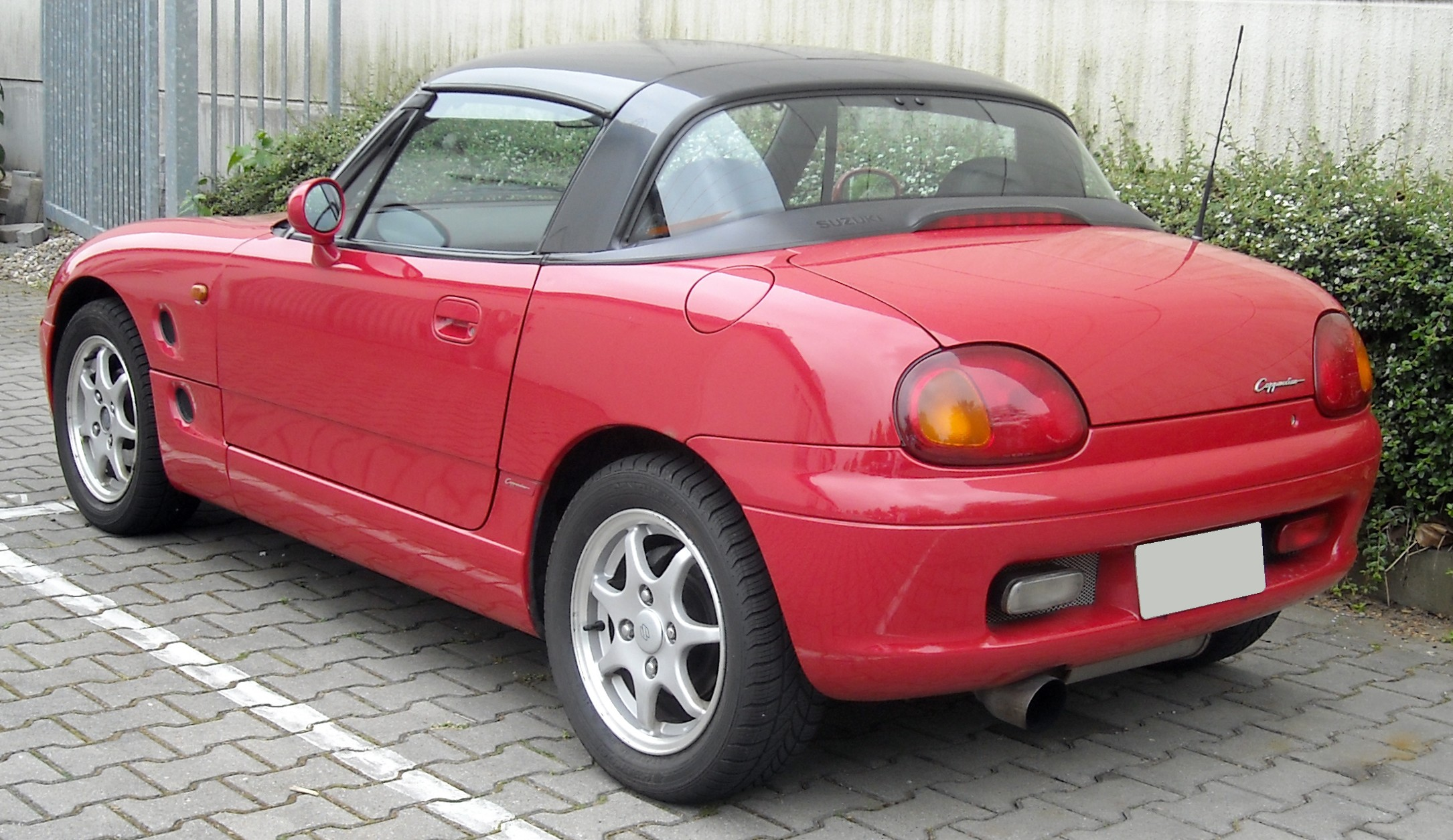
Tył nadwozia

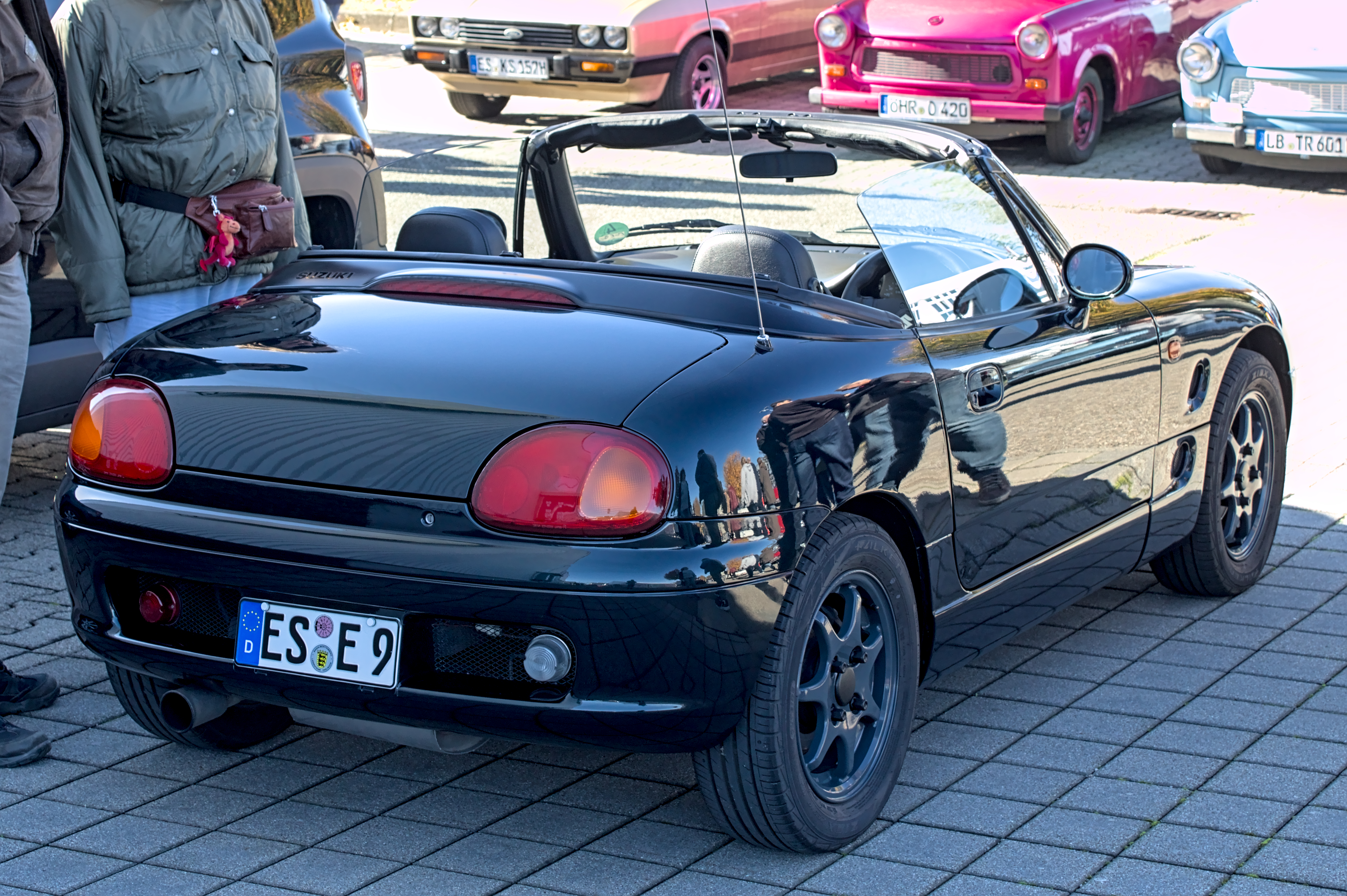
Tył nadwozia

- Prędkość maksymalna: 150 km/h